# Invar

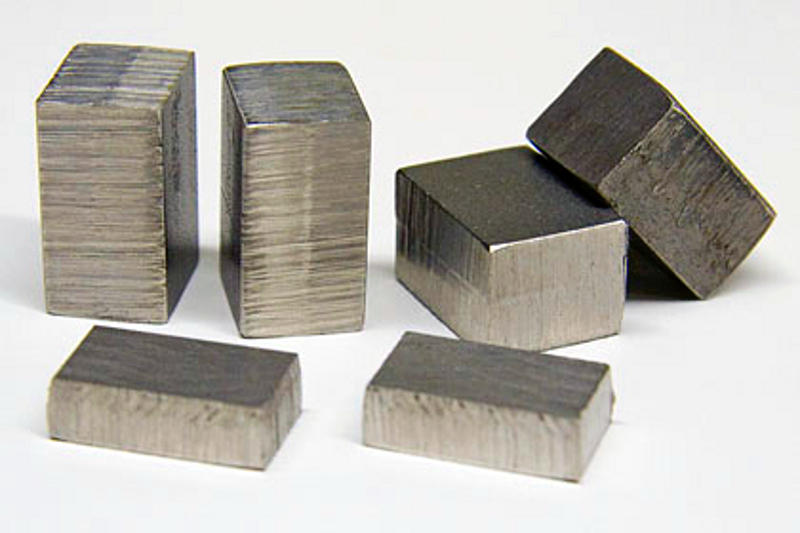
Blokjes invar

Uitzettingscoëfficiënt van nikkel-ijzer uitgezet tegen de samenstelling. Merk hier het minimum op rond de 36%.

Invar is een nikkel-ijzerlegering met een extreem lage uitzettingscoëfficiënt, bestaande uit ongeveer 36% nikkel, 64% ijzer en eventueel kleine hoeveelheden van andere elementen.
Invar werd in 1896 ontdekt door de Zwitserse natuurkundige Charles-Édouard Guillaume, die mede hiervoor een Nobelprijs ontving in 1920. Hij gaf de naam invar, afgeleid van invariable, aan de legering met 35,6% nikkel, 0,1% mangaan, 0,4% koolstof en voor de rest ijzer. Na uitgloeien en koelen in lucht heeft deze legering een uitzettingscoëfficiënt (α) van slechts 1,2 · 10−6 K−1 bij kamertemperatuur. Sindsdien wordt de naam invar ook wel gebruikt voor andere legeringen met een vergelijkbare samenstelling.
Ter illustratie, een stalen spoorstaaf van 20 meter lengte zet bij een temperatuurstijging van 20 °C ruim 5 millimeter uit. Om een spoorspatting te voorkomen zijn daarom voegen tussen de rails noodzakelijk. Zou deze rail van invar zijn, dan zou de uitzetting maar een halve millimeter zijn. Invar is hier evenwel te duur voor.

## Geschiedenis

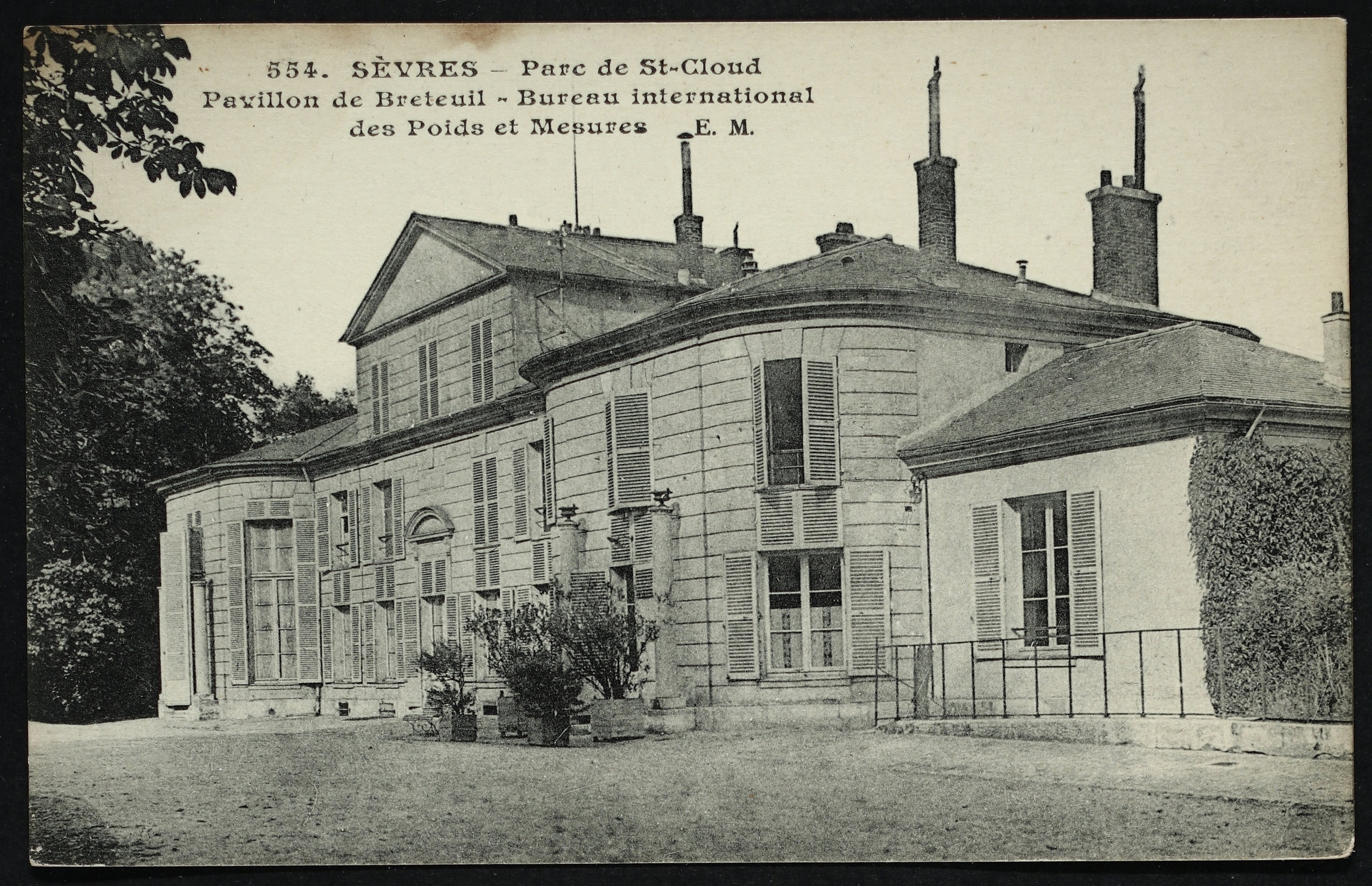
Het Internationaal Bureau voor maten en gewichten in 1900

Charles-Édouard Guillaume omstreeks 1920

Charles-Édouard Guillaume werkte bij het Internationaal bureau voor maten en gewichten te Sèvres vlak bij Parijs, het instituut dat de standaardmeter beheerde. Het Internationaal bureau leverde kopieën van die meter aan vele nationale ijkinstituten en wetenschappelijke instellingen, zoals het IJkwezen in Delft.
De standaardmeter, waar sinds omstreeks 1869 de SI-eenheid voor de meter op gebaseerd was, was gemaakt van een door Henri Sainte-Claire-Deville ontwikkelde platina-iridium legering. Die legering was zo hard, vormvast en bestand tegen chemicaliën, dat hij de eeuwen zou kunnen doorstaan. Vanwege de hoge prijs was dit materiaal echter ongeschikt voor het maken van grote aantallen ijkstandaarden voor dagelijks gebruik, terwijl goedkopere materialen een onbetrouwbare maatstaf opleverden.
Het Internationaal Comité voor Maten en Gewichten besloot de kwestie van de afgeleide lengtestandaarden op te nemen in het onderzoeksprogramma van het Internationaal bureau. In 1891 werd Guillaume met dit onderzoek belast. Om te beginnen stelde hij met enkele simpele experimenten vast, dat messing en brons geen geschikte kandidaten waren. Vervolgens richtte hij zijn onderzoek op nikkel en nikkel-koperlegeringen. Zuiver nikkel had enkele uitstekende eigenschappen. Het was vrij van corrosie, vormvast, had een hoge stijfheid en een gemiddelde uitzettingscoëfficiënt. Voor landmeetkundige toepassingen had men echter meetstaven van vier meter lengte nodig en geen enkele fabrikant was in staat een dergelijke staaf te maken die perfect homogeen en vrij van scheurtjes was.

### Onverwachte verschijnselen

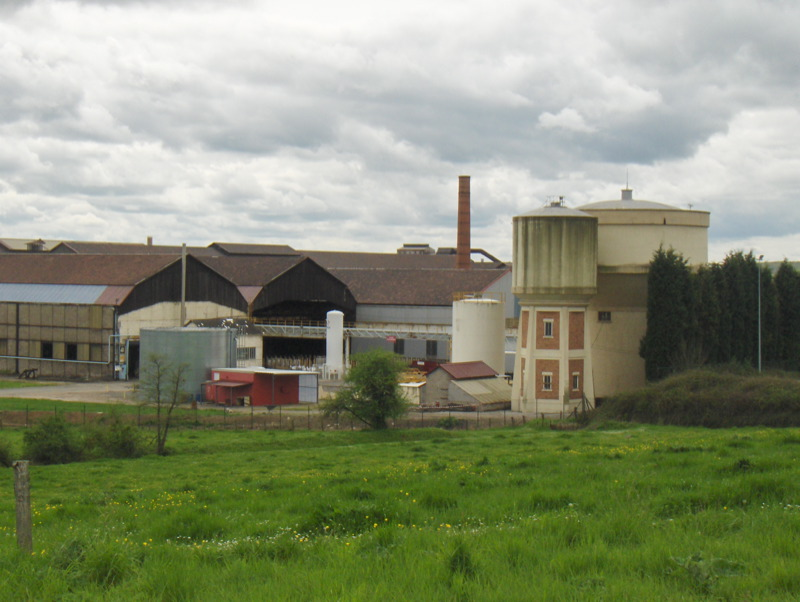
De staalfabrieken van Imphy

In 1895 onderzocht J.R. Benoît, de toenmalige directeur van het Internationaal bureau voor Maten en Gewichten, een nikkel-ijzerlegering met 22% nikkel en 3% chroom. Dit leverde enkele verrassingen op. Hoewel zowel ijzer als nikkel magnetische materialen zijn, bleek de onderzochte legering niet-magnetisch te zijn en de uitzettingscoëfficiënt was veel hoger dan die van zuiver nikkel of ijzer in de meest gangbare vorm. Het onderzoek was verricht op verzoek van de technische afdeling van de artillerie (Section technique de l’artillerie) te Parijs en de legering was geleverd door de staalfabrieken van Imphy (Aciéries d'Imphy) bij Nevers, toentertijd Société de Commentry-Fourchambault geheten.
Enige jaren eerder had John Hopkinson opgemerkt, dat nikkel-ijzerlegeringen een opmerkelijke transformatie kunnen ondergaan. Bij het onderzoeken van een legering met 25% nikkel, bleek deze vrij zacht en niet-magnetisch te zijn. Als de legering echter werd gekoeld in, bijvoorbeeld, droogijs, werd het hard en magnetisch. Het volume nam daarbij wel 2% toe. Er was in die tijd nog weinig bekend van kristalroosters van metalen, zodat men niet wist dat het hier om een overgang tussen twee verschillende kristalstructuren ging.
In het voorjaar van 1896 werd er door dezelfde staalfabrieken van Imphy een staaf van een nikkel-ijzerlegering met 30% nikkel afgeleverd, bestemd om er een massastandaard van te maken. Guillaume mat de uitzettingscoëfficiënt, die slechts ongeveer een derde van die van platina bleek te zijn. Dit was een zeer opmerkelijk resultaat. Guillaume verklaarde later, dat vóór die tijd geen enkele natuurkundige dit voor mogelijk zou hebben gehouden, omdat men ervan uitging, dat de fysische eigenschappen van legeringen ergens tussen de eigenschappen van de samenstellende stoffen zouden liggen - een principe, dat bekendstond als de mengselregel.
Guillaume kreeg van zijn directeur, J.R. Benoît, toestemming om de verschijnselen verder te onderzoeken, maar het bureau had voor dat onderzoek geen fondsen beschikbaar. Guillaume besloot daarop - het was toen mei 1896 - de hulp in te roepen van Henri Fayol, de algemeen directeur van de staalfabrieken te Imphy. Beide reeds onderzochte legeringen, die van 22% en die van 30% nikkel, kwamen daar namelijk vandaan. De heer Fayol antwoordde hem eenvoudigweg: "Uw werk is interessant. Wat heeft u nodig om uw werk voort te zetten? U kunt op ons rekenen". Zo begon een samenwerking waarbij het Internationaal bureau kosteloos meer dan 600 verschillende legeringen ontving.

### Ontdekking

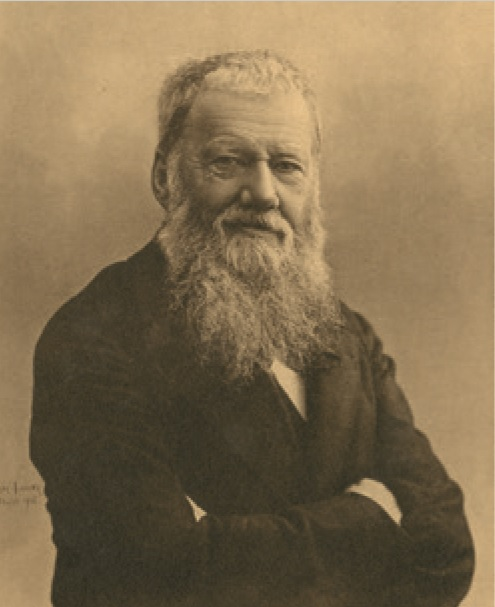
Marc Thury in 1900

In de herfst van 1896 stelde Guillaume vast dat de laagste uitzettingscoëfficiënt bij kamertemperatuur bereikt werd met een legering die ongeveer 36% nikkel bevatte en dat de uitzettingscoëfficiënt van die legering een tiende van die van ijzer was. Op voorstel van Marc Thury werd het materiaal invar genoemd. In het vervolgonderzoek werd de invloed van een groot aantal additieven onderzocht: mangaan, koolstof, chroom en koper.
Daar geen enkele industrieel geproduceerde nikkel-ijzerlegering geheel vrij van mangaan en koolstof is, rekende Guillaume alle meetresultaten om naar een samenstelling met 0,1% mangaan en 0,4% koolstof, de zogenaamde standaard legeringen.
Ook de invloed van thermische en mechanische behandeling werd onderzocht. Als legeringen na uitgloeiing geleidelijk in lucht afgekoeld waren, werden ze geacht in de natuurlijke toestand te verkeren. Deze werkwijze leidde tot een lichte verhoging van de uitzettingscoëfficiënt, terwijl een snelle afkoeling juist leidde tot vermindering van de - toch al lage - thermische uitzetting. Een nog verdere verdere vermindering van de thermische uitzetting was te bereiken met harding door middel van hameren.
Het was in 1896 al duidelijk dat er een verband bestond tussen de thermische uitzetting en het ferromagnetisch gedrag. Als Guillaume verschillende nikkel-ijzerlegeringen met elkaar vergeleek, bleek de temperatuur of de samenstelling waarbij de legering nog net magnetisch was te maken, overeen te komen met de toestand waarbij de uitzettingscoëfficiënt (α) het snelst veranderde met de temperatuur.
Begin 1897 beschreef Guillaume zijn ontdekking in de publicatie Recherches sur les aciers au nickel. Dilatations aux temperatures élevées; résistance electrique. (CR Acad. Sci. 125, 235±238, 1897). Op dat moment had hij zeventien verschillende legeringen onderzocht.
Zie voor Guillaumes verdere onderzoek aan nikkel-ijzerlegeringen ook elinvar.
Op 10 december 1920 ontving Guillaume voor zijn onderzoek aan nikkel-ijzerlegeringen de Nobelprijs voor Natuurkunde.

## Samenstelling en eigenschappen
| Soortelijke weerstand                      | 75-85 µOhm·cm      |
| Elasticiteitsmodulus                       | 140-150 GPa        |
| Hardheid (Brinell)                         | 160                |
| Rek bij breuk                              | < 45%              |
| Treksterkte                                | 450-590 MPa        |
| Massadichtheid                             | 8 g/cm³            |
| Lineaire uitzettingscoëfficiënt (20-90 °C) | 1,2-2,0 × 10−6 K−1 |
| Thermische geleidbaarheid (bij 23 °C)      | 13 Wm−1K−1         |

Strikt genomen heeft de term 'invar' alleen betrekking op de legering met 36% nikkel, die de laagste uitzettingscoëfficiënt heeft. Legeringen met nikkelgehaltes tot 50% worden echter ook wel invar genoemd.

### Curietemperatuur
Zoals reeds eerder opgemerkt, treedt het invareffect alleen op bij temperaturen beneden de curietemperatuur. De curietemperatuur van invar (36%) is 280 °C. De nikkel-ijzerlegering met 50% nikkel heeft een curietemperatuur van 565 °C. Voor temperaturen tussen de 280 en 565 °C wordt de laagste uitzettingscoëfficiënt bereikt met nikkel-ijzerlegeringen tussen de 36 en de 50%. Boven de 600 °C wordt er geen praktisch toepasbaar invareffect bij nikkel-ijzerlegeringen gevonden.

### Toevoegingen
Hiervoor zijn reeds mangaan, koolstof, chroom en koper als mogelijke additieven genoemd. Ook magnesium, silicium en kobalt kunnen worden toegevoegd om de mechanische eigenschappen te beïnvloeden. Zo geeft de toevoeging van koolstof en mangaan sterkere legeringen en kan de toevoeging van chroom putcorrosie voorkomen.

### Stabiliteit
Als invar in een keer vanaf de smeedtemperatuur wordt afgekoeld tot kamertemperatuur, zal het in de eerste maanden wat gaan uitzetten (enkele miljoensten van de oorspronkelijke lengte). Dit uitzetten begint vrij snel en gaat dan steeds langzamer, maar het kan jaren doorgaan. Als het materiaal dan enige tijd wordt verwarmd, krimpt het weer. Het verschil in de uiteindelijke lengte die bereikt wordt bij 0 °C kan wel 30 10−6 verschillend van de uiteindelijke lengte bij 100 °C. Dit fenomeen heet 'kruip' en is ook met warmtebehandelingen verder te reduceren.
Als de legering minder koolstof bevat, treedt het effect in mindere mate op. Mogelijk is het effect een gevolg van de vorming van cementiet (Fe3C).

### Invareffect
De ongewoon lage thermische uitzetting van invar, die ook bij sommige andere materialen voorkomt, wordt het invareffect genoemd.
Invar heeft een kubisch vlakgecentreerd (fcc) kristalrooster, met een ongeordende substitutie van nikkel. Het invar kan twee magnetische toestanden met ongeveer gelijk energieniveau aannemen, de ene ferromagnetisch, de andere antiferromagnetisch. De ferromagnetische toestand heeft een iets groter volume dan de antiferromagnetische toestand.
Bij hogere temperaturen is de antiferromagnetische toestand energetisch iets gunstiger. Daardoor zal het extra volume verdwijnen, naarmate de temperatuur stijgt. Hierdoor wordt de normale thermische uitzetting deels gecompenseerd, zodat het werkelijke volume min of meer constant blijft. Boven de curietemperatuur is het ferromagnetisme verdwenen en gedraagt het materiaal zich weer normaal. De curietemperatuur van invar is 280 °C.

## Toepassingen

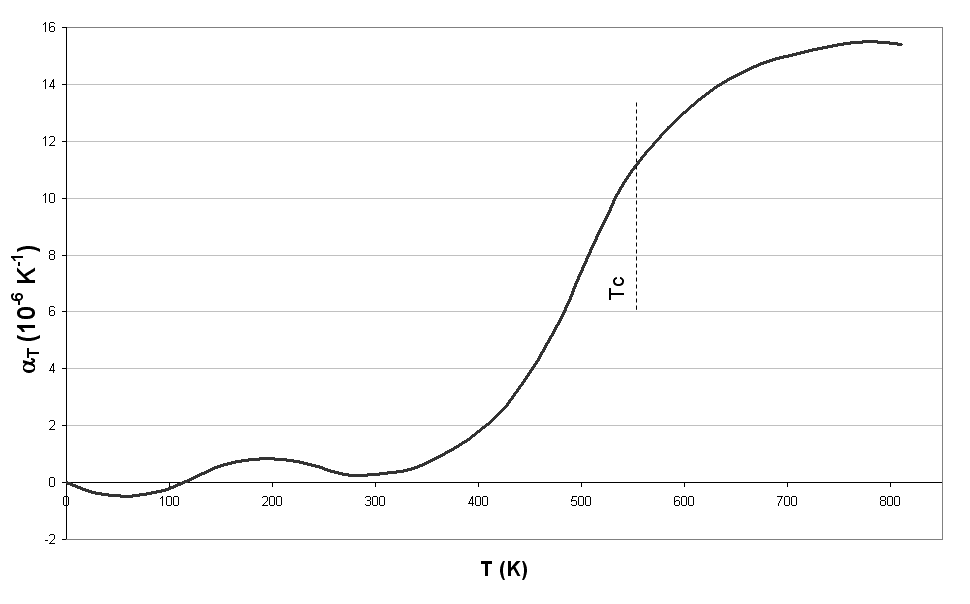
Thermische expansie van invar in een grafiek

Invar kent vele toepassingen, waaronder:
- in meetinstrumenten, om de afmetingen van een constructie precies te kunnen bepalen. Het meetinstrument heeft dan vrijwel geen uitzetting afhankelijk van de omgevingstemperatuur.
- om een maximaal verschil in uitzetting te krijgen, in een bimetaal. Invar wordt dan gecombineerd met een ander metaal met juist een grote uitzettingscoëfficiënt.
- om ervoor te zorgen dat een stuk metaal goed kan hechten aan een ander materiaal; in dat geval moet de uitzettingscoëfficiënt niet nul zijn, maar precies afgestemd op die van het andere materiaal, waar het mee verbonden is. Het andere materiaal is bijvoorbeeld glas, keramiek of composiet;
- in constructie die onderhevig zijn aan extreme temperatuurverschillen. Door een lage uitzettingscoëfficiënt zal de constructie niet bezwijken aan thermische spanningen.
- bij tankers voor vloeibaar gas als binnenwand van de tank om tegen de zeer lage temperatuur bestand te zijn.

### Lengtemeting

#### De meter
Bij vrijwel elk fysisch onderzoek speelt lengtemeting een rol, direct of indirect. De dimensie lengte maakt namelijk deel uit van grootheden als de snelheid, druk, kracht en energie. Voor een nauwkeurige lengtemeting is een goede temperatuurbeheersing van belang, omdat de thermische uitzetting de nauwkeurigheid van de meetapparatuur beperkt. Praktisch betekende dit in Guillaumes tijd, dat een betrouwbare lengtemeting buiten het gecontroleerde milieu van een laboratorium nauwelijks mogelijk was. Zelfs de warmteafgifte van de onderzoeker zelf kon een meting al verstoren.
Een meetlat van invar levert een goede oplossing voor deze problemen. De aanwezigheid van een kleine hoeveelheid mangaan of koolstof voorkomt putcorrosie. Het oppervlak is goed te polijsten en te graveren, wat nodig is om de afstandsmarkeringen aan te brengen. Het is bestand tegen langdurige onderdompeling en een vochtige atmosfeer. Een mogelijke lichte aantasting van het oppervlak kan gemakkelijk weggepoetst worden. Het materiaal is echter niet bestand tegen een zuur milieu.

#### Landmeetkundige instrumenten

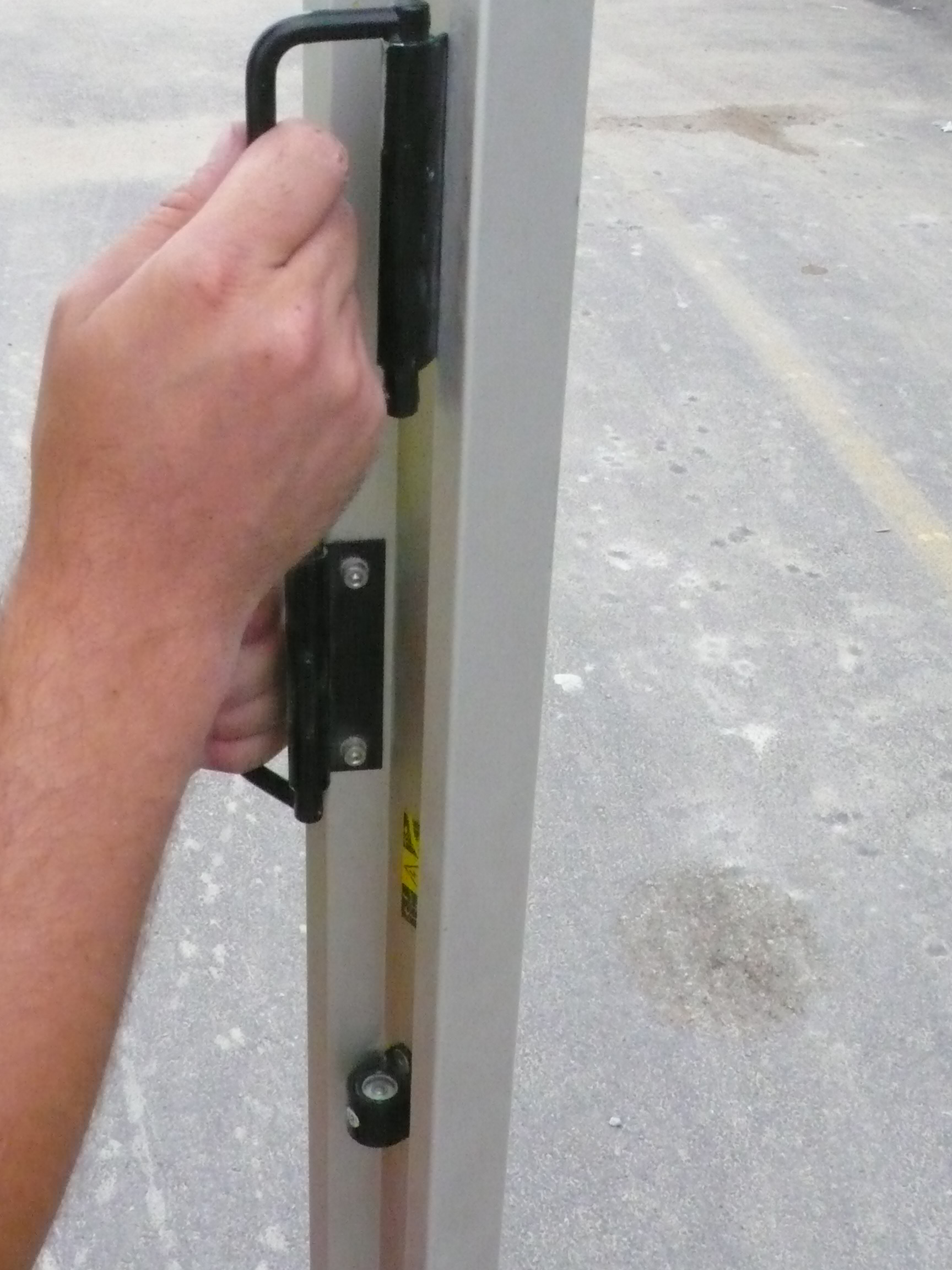
Invarbaak

De landmeetkunde of geodesie maakt gebruik van de driehoeksmeting. Hiervoor heeft men een meetlijn nodig tussen twee punten met een bekende onderlinge afstand, bijvoorbeeld 10 kilometer. Als men vanaf beide punten een derde punt kan waarnemen en de hoek meet tussen de meetlijn en de lijn naar het derde punt, kan men de positie van het derde punt ten opzichte van de beide eerste punten berekenen. De procedure begint dus met het opmeten van de meetlijn.
Bij de traditionele methode werden daarvoor starre landmeetkundige meetstaven van vier meter lengte gebruikt. Deze methode was nauwkeurig, maar erg omslachtig. Met een team van zo'n 60 mensen kon men, als alles goed liep, zo'n 400 meter per dag opmeten.
De landmeetkundige Edvard Jäderin had een nieuwe methode ontwikkeld, waarin hij een strak gespannen metaaldraad gebruikte om de meetlijn op te meten. De metaaldraad was standaard 24 meter lang, maar als het nodig was om een rivier of ravijn of iets dergelijks te overspannen, kon men langere draden gebruiken. Een goed getraind team van 12 tot 15 mensen kon met deze methode tot 5 kilometer per dag afwerken. De iets lagere nauwkeurigheid kon worden gecompenseerd door een groter aantal meetlijnen te gebruiken en de verschillen uit te middelen. Om te kunnen corrigeren voor de thermische uitzetting gebruikte men wel een combinatie van twee meetdraden, een van staal en een van messing. Het verschil in lengte was een maat voor de gemiddelde temperatuur.
Guillaume had de staalfabrieken van Imphy al gevraagd om een meetdraad van invar te maken, toen hij een verzoek van Jäderin ontving om een meetdraad voor de Russisch-Zweedse landmeetkundige expeditie naar Spitsbergen die van 1899-1902 gehouden zou worden. De toevoeging van chroom gaf de legering enige treksterkte. Door gloeien kreeg de legering voldoende vervormbaarheid om er een draad te kunnen trekken. Het trekken van de draad zorgde voor de juiste mate van mechanische harding zodat hij bestand was tegen een grote elastische vervorming. De meetdraad werd bij een metrologisch laboratorium geprepareerd en geijkt, waarna hij probleemloos opgerold en getransporteerd kon worden. Op 13 september 1899 schreef Jäderin vanuit de Treurenbergbaai te Spitsbergen dat ze een meetlijn van 10 024 meter hadden opgemeten en bij herhaling van de meting in omgekeerde richting slechts 19 millimeter verschil vonden.
In 1912 werd een interessant experiment uitgevoerd waarbij de thermische uitzetting van de Eiffeltoren werd gemeten. Het ene eind van een draad van invar werd aan een paaltje in de grond bevestigd en het andere eind aan een hefboom in een apparaat op de tweede verdieping van de Eiffeltoren. Die hefboom tekende met een schrijfstift de stand van de hefboom op een papierrol af. Bij 5 graden temperatuurstijging bewoog de hele verdieping een centimeter omhoog. Op die manier functioneerde de Eiffeltoren als soort gigantische thermometer.
Tussen 1922 en 1924 gebruikte de United States Coast and Geodetic Survey een invar meetlint om de lijn tussen het Mount Wilson Observatory en de 22 mijl verderop gelegen Lookout Mountain op te meten. Michelson gebruikte die lijn als meetlijn voor het bepalen van de lichtsnelheid.

### Tijdmeting

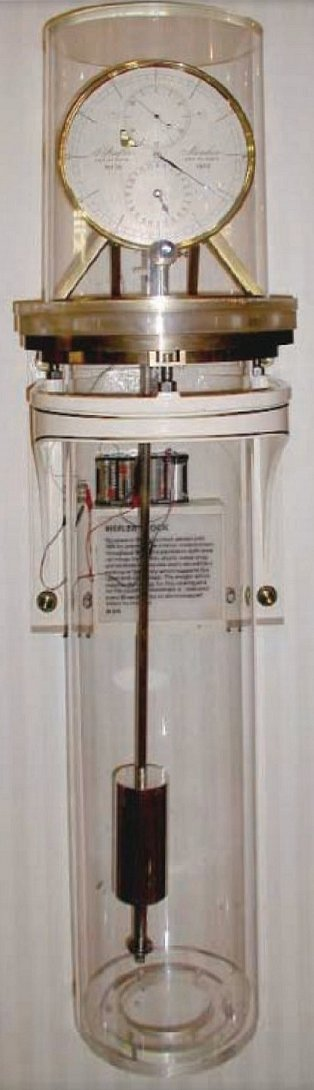
Klok met een slinger van invar

#### Slingeruurwerk
Een slingeruurwerk gebruikt een slinger om een nauwkeurige tijdmeting te verkrijgen. De periode van een slinger is alleen afhankelijk van de lengte, de slingerhoek en de versnelling van de zwaartekracht.
Als de temperatuur toeneemt zet de slinger uit, waardoor de klok trager gaat lopen. Deze vertraging beloopt tot 0,5 seconde per dag per graad Celsius temperatuurstijging. Er waren wel methoden om de temperatuurgevoeligheid te compenseren. Bij Grahams compensatiemethode, bijvoorbeeld, werd de slinger voorzien van een vat met kwik, dat bij uitzetting omhoog kwam, zodat het zwaartepunt op gelijke hoogte bleef. Binnen een paar jaar na de ontdekking van invar begon men dit materiaal ook te gebruiken voor de slingers van slingeruurwerken, waardoor het compensatiemechanisme overbodig werd.
F.A. Vening Meinesz gebruikte drie slingers van invar in zijn instrument om de sterkte van de zwaartekracht te meten.

#### Klokken met een spiraalveer
Bij horloges en klokken met een onrust (een heen-en-weer draaiend vliegwieltje) is de periode afhankelijk van het traagheidsmoment van de onrust en de elasticiteitsmodulus van de spiraalveer. Een horloge met een stalen spiraalveer en een messing onrust loopt elf seconden per dag trager bij elke graad temperatuurstijging. Ook hier waren compensatiemechanismen voor uitgevonden. Door de spiraalveer uit te voeren in een nikkel-staallegering met de juiste eigenschappen kon een horloge zo afgeregeld worden, dat het bij 0 °C en bij 30 °C even snel liep en bij 15 °C hooguit 25 seconden per dag sneller. Dat was twaalf tot vijftien keer beter dan wat bereikbaar was met een stalen spiraalveer. Toen Guillaume de Nobelprijs kreeg, werden er jaarlijks drie miljoen horloges met een dergelijke veer uitgerust. Verdere verbeteringen bereikte men door de ontwikkeling van elinvar.

#### Zonnewijzers
Voor de Eerste Wereldoorlog gebruikten de spoorwegen in Frankrijk grote zonnewijzers van invar om de treinenloop te regelen. Deze hadden uiteraard als nadeel dat ze alleen overdag en bij helder weer te gebruiken waren, maar het grote voordeel was dat ze jaar in jaar uit gelijk bleven lopen. Ze vormden daarmee een goede controle voor mechanische uurwerken. De toepassing van invar voorkwam afwijkingen door hoge of lage temperaturen.

### Bimetalen
Al lang voor de uitvinding van invar werden bimetalen gebruikt in diverse instrumenten. Bimetalen werden bijvoorbeeld gebruikt om chronometers te compenseren voor temperatuurschommelingen. Hetzelfde principe werd eind twintigste eeuw gebruikt voor temperatuurcompensatieregelaars in beeldbuis-tv's, die erg warm kunnen worden.
Een bimetaal bestaat uit twee metalen strookjes met verschillende uitzettingscoëfficiënten. Deze zijn op elkaar gelijmd of gesmolten, zodat het geheel zich strekt of kromt bij temperatuurverandering en bijvoorbeeld gebruikt kan worden voor schakelaars die reageren op de temperatuur. Hoe verschillender de uitzettingscoëfficiënten, hoe effectiever het bimetaal. Het lag voor de hand om invar te gebruiken, omdat geen enkel metaal een lagere uitzettingscoëfficiënt heeft.
Bimetalen vonden vanaf de jaren 20 een grote toepassing in thermostaten voor cv-installaties, elektrische waterkokers, strijkijzers, broodroosters, enzovoort. Bimetalen worden ook gebruikt als veiligheidsschakelaar voor gastoestellen. Als de vlam dooft, daalt de temperatuur en schakelt de bimetaal de gastoevoer af.

### Precisie-instrumenten
Voor allerlei instrumenten is het van belang dat de afmetingen exact gelijk blijven, ook als de temperatuur varieert. Zo wordt invar toegepast in constructiedelen van lasers, optische interferometers en telescopen.

#### Gereedschapsmachines
Moderne digitaal bestuurde gereedschapsmachines hebben een nauwkeurigheid op het niveau van micrometers. Daarbij wordt tegenwoordig vaak een coördinatenmeetsysteem (Coordinate Measuring Machine) gebruikt voor het bepalen van de afmetingen van het werkstuk en de exacte positie waar een bewerking moet plaatsvinden. Allerlei warmtebronnen kunnen de apparatuur laten uitzetten waardoor afwijkingen zouden kunnen ontstaan. Soms wordt de temperatuur gemeten en de daarbij behorende thermische uitzetting berekend. De laatste trend is om het frame van een coördinatenmeetsysteem uit te voeren in invar, waardoor temperatuurschommelingen nog amper invloed hebben.
Sommige coördinatenmeetsystemen zijn gedeeltelijk in aluminium (uitzettingscoëfficiënt: 23 10−6 K −1) uitgevoerd en zijn daarnaast voorzien van invar staven in alle bewegingsrichtingen. Sensoren meten de lengteverandering van het aluminium ten opzichte van invar tot op de micrometer nauwkeurig.

#### Schaduwmaskers
Een kleurentelevisie heeft voor elk van de drie basiskleuren een elektronenkanon. Een schaduwmasker met duizenden kleine gaatjes zorgt ervoor dat elk van de elektronenstralen op de juiste plaatsen terechtkomt, namelijk op die beeldpunten die oplichten in de gewenste kleur. Als het schaduwmasker uitzet, komt een deel van de elektronenbundel terecht op beeldpunten van de verkeerde kleur, waardoor de ene kleur in de andere overloopt (doming effect). Dit is te voorkomen door het schaduwmasker uit te voeren in invar.

#### Golfgeleiders
Golfgeleiders en filters voor microgolven worden gebruikt in zend- en ontvanginstallaties voor satellietcommunicatie, televisiezenders en mobiele netwerken.
Een filter voor microgolven bestaat uit een metalen doos of koker met een aantal holten. De afmetingen van die holten komen overeen met de golflengte van het gewenste signaal. Als het filter uitzet, verandert de golflengte en daarmee de frequentie van het signaal waar het op is afgestemd. Om te voorkomen dat temperatuursveranderingen de ontvangstfrequentie beïnvloeden, wordt het filter vaak uitgevoerd in invar.

### Hechting van metaal aan andere materialen
Als men twee materialen met een verschillende uitzettingscoëfficiënt aan elkaar bevestigt, kunnen de materialen gaan verbuigen of losscheuren als de temperatuur te veel verandert. Bij een bimetaal is deze verbuiging gewenst, maar meestal is het effect schadelijk. De grootste problemen treden op als men een metaal wil verbinden aan glas, keramiek of composietmaterialen, aangezien die doorgaans een lagere uitzetting vertonen dan de meeste metalen.
Voor de ontdekking van invar had men de keuze uit enkele metalen met een vrij lage uitzettingscoëfficiënt, zoals iridium (6,5 10−6 K−1), tantalium of wolfraam (4,5 10−6 K−1). Deze metalen zijn echter zeer kostbaar. Vanaf de ontdekking van invar kon men een nikkel-ijzerlegering samenstellen met precies de gewenste mate van uitzetting.

#### Gloeilampen en elektronica
Bij de ontwikkeling van gloeilampen werd men geconfronteerd met het probleem dat er elektrische contacten door het glas heen gevoerd moesten worden zonder dat er lekkage optrad. De gloeilampen werden immers vacuüm gezogen. Oorspronkelijk werd hiervoor het kostbare platina gebruikt. Een nikkel-ijzerlegering met 45% nikkel bleek de gewenste uitzettingscoëfficiënt te hebben. Deze legering wordt ook wel platinite genoemd.
Draden van deze nieuwe legering, voorzien van een koperlaagje, verdrongen het gebruik van platina in de gloeilampenindustrie volledig. De totale besparing beliep wel 20 miljoen franc per jaar (gegevens 1920). Uiteraard werd dit materiaal ook toegepast voor de groeiende productie van radiobuizen.
In de optica werd deze legering gebruikt voor het monteren van lenzen in microscopen en telescopen, om een optimale, constante bevestiging te verkrijgen.
In de elektronica worden IC's en andere componenten vaak voorzien van een keramische behuizing. Om de contacten op een betrouwbare wijze door het omhulsel te voeren, wordt ook vaak invar toegepast.

#### Mallen voor composieten
Moderne composieten bestaan uit kunsthars die in een vorm of mal wordt gegoten of gespoten en vervolgens wordt gehard bij ongeveer 177 °C. Bij het afkoelen van de mal, moet de mal evenveel krimpen als het composietmateriaal om te voorkomen dat het werkstuk verbuigt of scheurt. Invar heeft daarvoor de geschikte uitzettingscoëfficiënt. Composieten worden veel toegepast in de luchtvaarttechniek om gewicht te besparen. De Airbus A380 bijvoorbeeld, die 150 ton weegt, bevat 40 ton aan composietmateriaal.
Sommige mallen, die hierbij gebruikt worden, wegen meer dan twaalf ton. Alleen al voor de wing box, het gedeelte van de romp waar de vleugels aan worden bevestigd, zijn wel zeven van die mallen benodigd.

### Cryogene toepassingen
Voor het vervoer van aardgas in tankschepen wordt het gas vloeibaar gemaakt door het tot −163 °C te koelen. Bij het laden van een gastanker ondergaan de tanks een grote temperatuursverandering waardoor grote thermische spanningen kunnen ontstaan. Oudere typen aardgastankers hadden daarom bolvormige tanks met wanden van 5 tot 8 centimeter dikte.
In de jaren 1960 ontwikkelde Gaztransport Technigaz (GTT) een aardgastanker waarvan de wanden bestonden uit twee lagen invar van 0,7 mm dikte, gescheiden door een dikke laag van multiplexkisten gevuld met perlietisolatie. Tussen de buitenste invarlaag en de scheepswand bevond zich weer een laag perliet. Voor deze toepassing werd een speciaal type invar gebruikt. De dunne invarlagen zijn bestand tegen extreme temperatuursveranderingen, omdat ze nauwelijks krimpen of uitzetten.
Bij een latere variant van dit principe, Combined System 1 (CS1) genoemd, werd een van de invarlagen vervangen door een membraan bestaande uit een aluminium-glasvezel composiet dat triplex genoemd wordt. In plaats van perliet wordt hierbij polyurethaanschuim gebruikt.
Ook leidingen voor vloeibaar aardgas worden in invar uitgevoerd, waardoor er minder expansielussen nodig zijn.